# VVV-WIT-07
VVV-WIT-07 è una stella variabile singola che presenta una sequenza di diminuzioni di luminosità ricorrenti (V ~14,35–16,164) con una possibile eclissi profonda rilevata nel luglio 2012. La stella, situata nella costellazione dello Scorpione a circa 23 000 anni luce (7 100 parsec) di distanza, non è una stella binaria, la cui eventuale presenza di una compagna non spiegherebbe il pattern di diminuzione della luminosità osservato. 

## Storia delle osservazioni
La stella è stata scoperta dal progetto Vista Variables in the Via Lactea (VVV), che è una ricerca dell'osservatorio europeo australe (ESO) riguardante gli oggetti variabili presenti nel rigonfiamento più interno della Via Lattea. Gli spettri del vicino infrarosso di VVV-WIT-07 appaiono senza caratteristiche particolari, senza linee di emissione o assorbimento prominenti. Gli andamenti riscontrati nella curva di luce di VVV-WIT-07 (WIT si riferisce a "What Is This?", "Cos'è questo?") sono simili a quelli osservati in J1407 (Oggetto di Mamajek), una nana arancione pre-sequenza principale K5 con un sistema ad anello che eclissa la stella o, in alternativa, a KIC 8462852 (o stella di Tabby), una stella F3 IV/V che mostra oscuramenti irregolari e aperiodici nella sua curva luminosa. 
Dal 2010 al 2018, la stella ha variato la sua luminosità in modo irregolare  (V ~14,35–16,164), e sembrava simile alla stella di Tabby, tranne che la luce di VVV-WIT-07 si oscurata fino all'80%, mentre nella stella di Tabby solo circa il 20%. J1407, invece, si è oscurata fino al 95%, il che la renderebbe più simile alla curva della luce presentata da VVV-WIT-07. 
Secondo l'astronomo dell'ESO Valentin Ivanov, "Una parola chiave che potrebbe essere usata per descrivere la nostra scoperta [di VVV-WIT-07] è estrema. In ogni aspetto ... Abbiamo identificato un sistema che sfida l'immaginazione anche più del solito, perché è molto diverso dal nostro sistema planetario".